# 北海

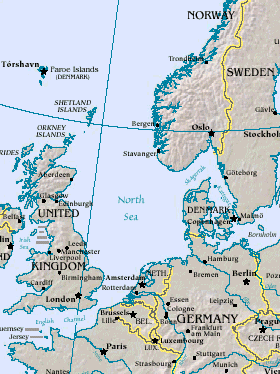
北海の位置

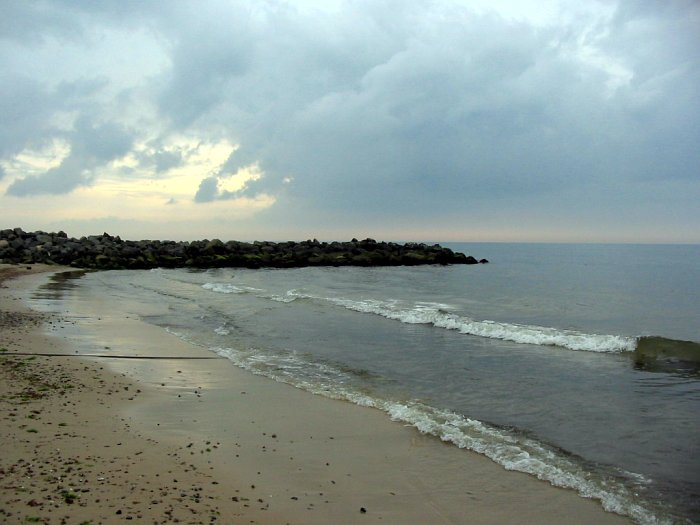
デンマーク側からの北海

北海（ほっかい、英語: North Sea、ドイツ語: Nordsee、フランス語: Mer du Nord、オランダ語: Noordzee、デンマーク語: Nordsøen、ノルウェー語: Nordsjøen、北フリジア語:Weestsiie、西フリジア語:Noardsee、低ザクセン語:Noordsee、スコットランド語:North Sea、スコットランド・ゲール語:An Cuan a Tuath）は、大西洋の付属海。古名はゲルマン海（ラテン語: Mare Germanicum、英語: German Ocean）。
東はノルウェー、デンマーク、南はドイツ、オランダ、ベルギー、フランス、西はイギリス、北はオークニー諸島・シェトランド諸島に囲まれている。東はスカゲラク海峡・カテガット海峡およびキール運河でバルト海に、北はノルウェー海に、南はドーバー海峡・イギリス海峡で大西洋に繋がっている。南北の長さは970km、東西は580km、面積は75万km2、水量は94000km3である。
北海に流れ込む主な川はエルベ川、ヴェーザー川、エムス川、ライン川などがある。なかでも、最も北海に影響を及ぼす河川はエルベ川とライン川・ムーズ川である。北海の集水域にはおよそ1億8500万人が暮らしており、また世界で最も工業化された地方のうちのひとつが含まれている。
北海油田と総称される油田・ガス田が多数あり、ヨーロッパの貴重なエネルギー源である。

## 地理
大部分はヨーロッパ大陸棚で、平均水深は90m。ただ、北海北部、オスロ沖からベルゲン沖にかけて陸地と平行に南北に伸びているノルウェー海溝のみは深く、最も深い場所は最大725mである。ドッガーバンク（堆）は氷河が運んだ岩・砂の堆積物でできており、水深15～30mの広大な浅瀬で、好漁場となっている。
平均水温は夏の17度℃、冬の6度℃。冬は暴風が頻繁に吹く。海流は大まかに反時計回りで、岸に沿って流れている。主として北西から大西洋の海水が、南のイギリス海峡から暖かい海水が流れ込む。潮汐流がノルウェー沿岸を流れ、塩分の少ない浅層の海水は沖へ、高塩分の深層海水は陸へ動く。干満の差は0～8mである。
北東部のノルウェー沿岸では顕著な氷食地形をなしており、フィヨルドが連なっている。一方、南部沿岸は砂州と低湿地が主で、海岸沿いに砂州からなる島々が連なる。この島々はユトランド半島中部からオランダ中部にいたるまでひとつながりをなしており、総称でフリジア諸島（フリースラント諸島）と呼ばれる。フリジア諸島は、政治的にはデンマーク領のデンマーク・ワッデン海諸島、ドイツ領の東フリースラント諸島、オランダ領の西フリースラント諸島に分かれている。フリジア諸島とヨーロッパ大陸本土との間の海はワッデン海と呼ばれる。フリジア諸島を除くと、北海に島はほとんど存在しない。わずかにフリジア諸島のやや沖合にヘルゴラント島が存在する程度である。

## 治水

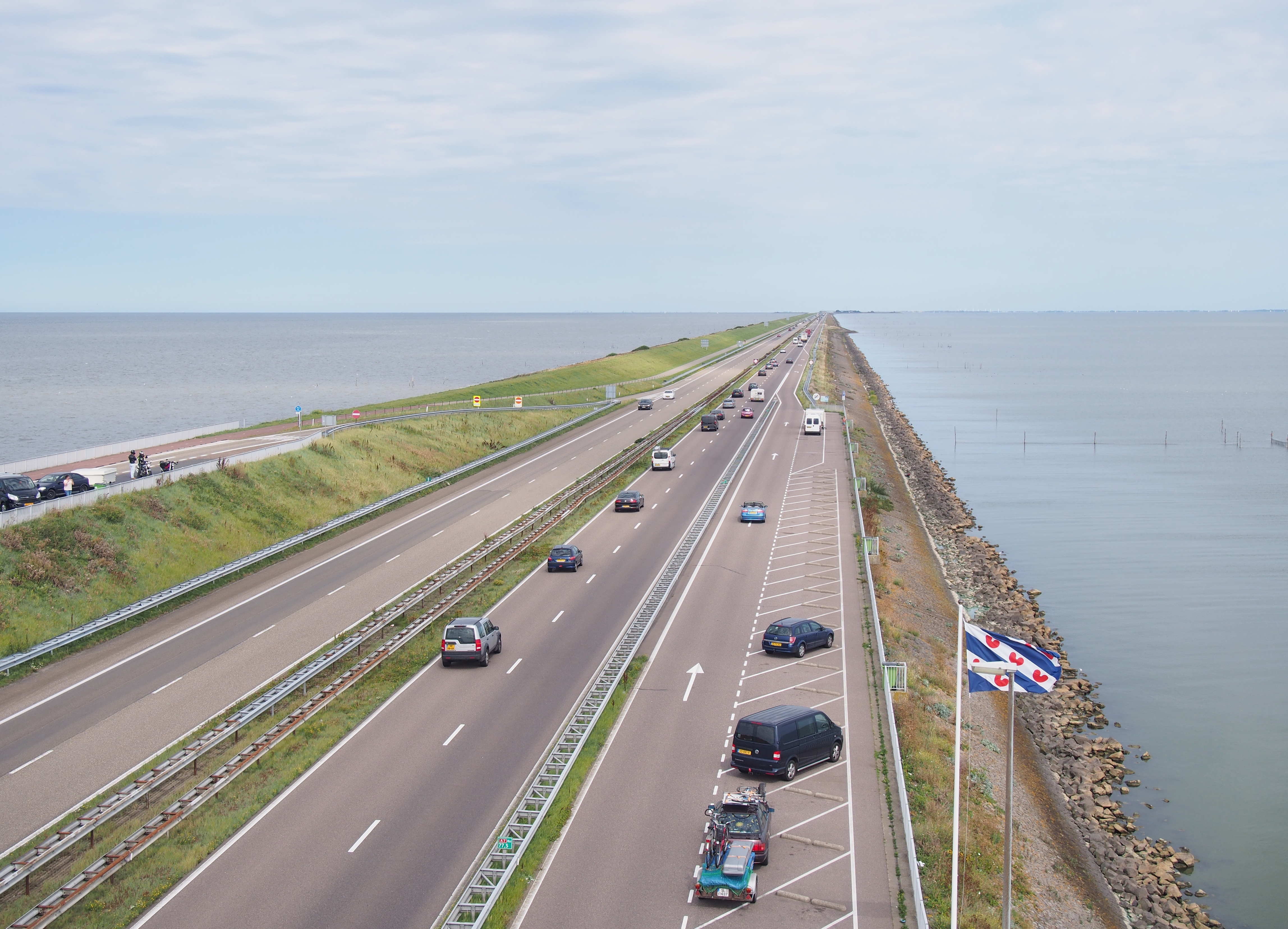
北海からアイセル湖を隔てるアフシュライトダイク（締め切り堤防）

北海南部沿岸は元々は氾濫原や湿原といった、海とも陸ともつかないような土地が広がっていた。こうした高潮や嵐に脆弱な地域では、人々は自然堤防となっている砂丘の背後の高台となっている沖積層や砂嘴に住み着いた:[302,303]。早くも紀元前500年頃には、この地域の人々は満潮よりも常に高くなるテルプと呼ばれる人工的な盛り土の上に住居を構えるようになっていた:[306,308]。この頃にはまだゾイデル海はなく、オランダ中央部にはフレヴォ湖と呼ばれる淡水湖が存在していた。
しかし、北海沿岸では浸食がはげしく、陸地の縮小が起こっていた。中世紀に入り、海水面が上昇したことがこれに拍車をかけた。1170年11月1日から2日にかけて、「万聖節の洪水」(Allerheiligenvloed)と呼ばれる北海の大洪水がオランダ北部を襲い、これによってフリースラント諸島南部のワッデン海が拡大し、フレヴォ湖はこの洪水によって海に開口し、海水の浸入によってゾイデル海となった。この陸地の消失はその後も続き、1228年の高潮では10万人以上が死亡したとされ、1287年12月14日の聖ルチア祭の洪水によってこれらの海はさらに拡大した。こうした海進を食い止めるため、1200年頃から、上記のテルプをつなぎあわせ、海岸沿いに堤防を建設して大きな居住地域を建設する動きが本格化した。これに伴い、干拓堤防を建設して、その内側の低湿地を干拓して農地に変更することも盛んに行われるようになった。風車を使った排水も本格化し、「世界は神が作ったが、オランダはオランダ人が作った」と呼ばれるほどに干拓が進んだ。1918年には、ゾイデル海を北海から切り離して嵐から沿岸地域を守り、干拓地域をさらに拡大するために、ゾイデル海を締め切って淡水化・干拓を行うゾイデル海開発計画が認可され、1932年にアフシュライトダイク（締め切り堤防）が完成し、ゾイデル海は再び淡水のアイセル湖となった。

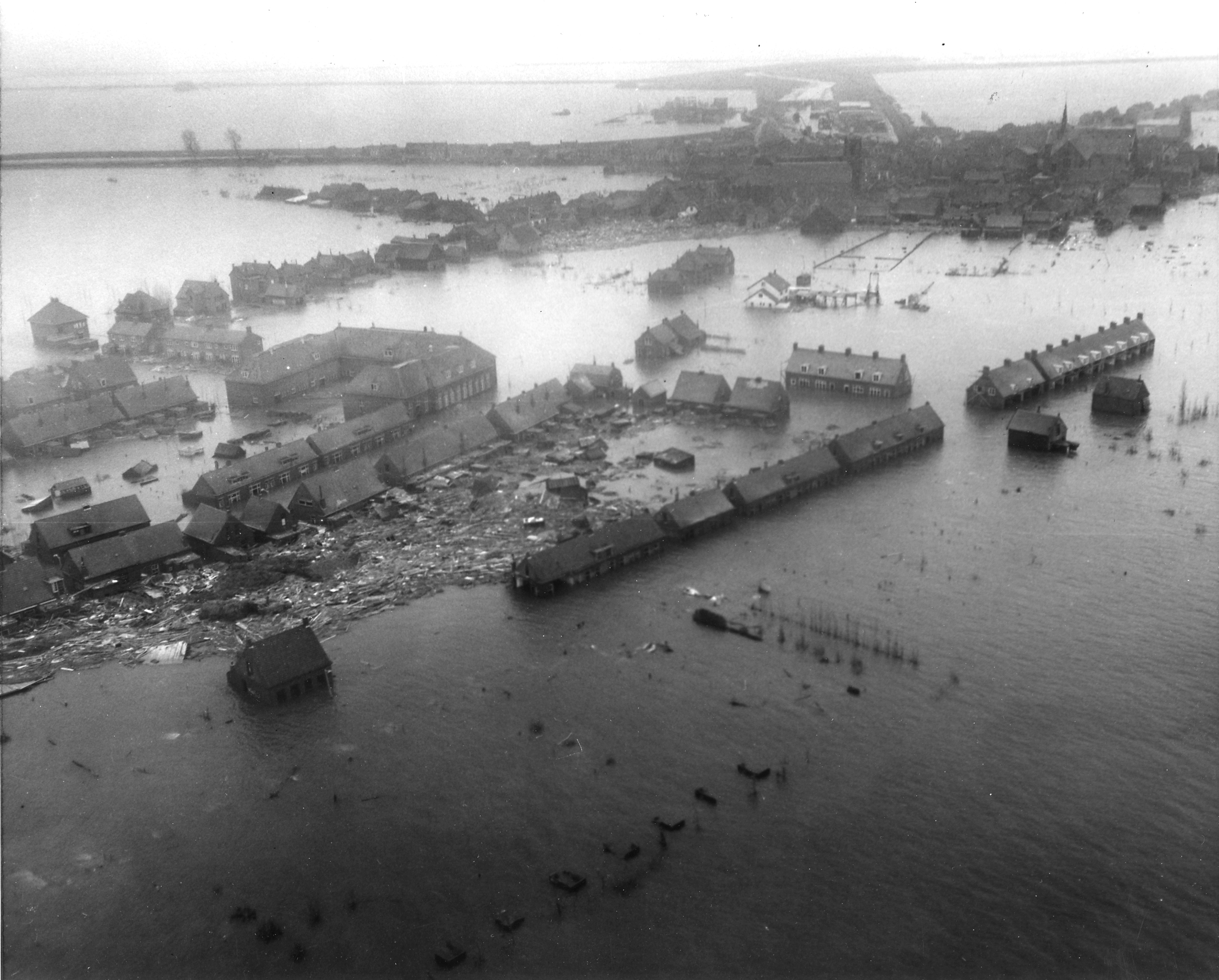
オランダ、南ベーフェラントにおける1953年2月の北海沿岸大洪水

しかし、1953年2月に北海沿岸大洪水が発生し、沿岸諸国合計で2551人の死者を出した。このうち最も多い1836人の死者を出したオランダでは、被害の特に大きかったライン川・マース川・スヘルデ川の三角州地域の河口を全て塞いでしまう「デルタ計画」と呼ばれる大治水工事が1958年に開始され、1986年に完成した。この計画によって、主要港であるロッテルダム並びにアントウェルペンを除く全ての河口が堤防または可動堰によって有事には閉塞が可能になり、両主要港沿岸の堤防は大幅にかさ上げされた。2007年には、オランダ国土の27%が堤防や砂丘によって保護された海面下となっている。

## 歴史

### 有史以前から古代
約8200年ほど前までは、現在の北海中央部にあるドッガーバンクはドッガーランドと呼ばれる大地であり、ヨーロッパ大陸とつながっていて、他の北海沿岸部と同じく狩猟採集民が生活していた。しかしその後、海面上昇が起こり、ドッガーランドは海没して住民は沿岸各地へと移住していった。
北海沿岸の確実な記録が残されるようになるのは、紀元前55年から紀元前54年のユリウス・カエサルによるブリタンニア侵攻であり、43年にはクラウディウス帝によって属州ブリタニアが創設された。ローマ帝国の支配は北海西部のブリタニアや、南端のライン川までにとどまっており、それ以北はゲルマン人の居住区域だった。

### 中世
409年にローマ帝国がブリタニアより撤退すると、現在のデンマークや北部ドイツ周辺にいたゲルマン人の一派であるアングル人、ジュート人、サクソン人が北海を渡ってブリタニアを征服し、イングランドの原型ができた。5世紀頃からはオランダ北部に居住しているフリース人（フリースラント人）が北海交易を開始し、ライン河口に作られたドレスタットの町は9世紀まで北海の交易の中心地となっていた。
8世紀末ごろよりヴァイキングの活発な活動が始まり、デーン人やノース人が北海を渡ってイングランドやフランク王国にたびたび襲撃をかけた。ヴァイキングはロングシップと呼ばれる喫水の浅く、細長い快速船を使って軍事侵攻を繰り返す一方、クナールと呼ばれる幅広で喫水の深い貿易船を使用した貿易も盛んに行った。863年にはドレスタットがヴァイキングに略奪されて崩壊し、以後北海交易の主役はヴァイキングへと移った。ヴァイキングは初めは交易と略奪を主としていたが、やがて軍事的侵攻の色合いを濃くし、特にイングランドにおいてはウェセックス王国を除くイングランド全域を征服した。このときは878年のウェドモーアの和議によってイングランド東部がデーンロウと呼ばれるデーン人領域となり、886年のアルフレッド大王のロンドン奪回によって領域が確定した。しかしその後もデーン人とイングランド人の抗争は続き、1016年にはデンマーク王クヌート1世がイングランド王位を獲得し、やがてデンマーク王とノルウェー王も兼ねて広大な北海帝国を築きあげたが、1035年のクヌートの死とその後の後継者争いによって瓦解した。
このころからヨーロッパ北部の商業中心となってきたのが、北海南岸のフランドル地方である。とくにブリュージュは、南北商業の結節点として大いに栄えた。1277年には、地中海のジェノヴァ共和国のガレー船がブリュージュ外港のズウィン湾に到着し、これによって北海・バルト海と地中海を直接結ぶ商業航路が開設され、ブリュージュおよびフランドル地方はヨーロッパ経済の北の中心となっていった。
やがて10世紀末頃から、ドイツ商人が北海へと進出を開始する。最初に進出したのはイングランドであり、とくにケルン商人がイングランド交易では力を持っていた。この交易と、バルト海方面での交易の伸長によって、やがて12世紀には北海・バルト海沿岸の諸都市によってハンザ同盟が成立し、この地域で勢力を伸ばした。これらの北海やバルト海貿易といった、いわゆる北方貿易においては、穀物や魚といった生活必需品が主に扱われ、地中海などの南方貿易が奢侈品を多く取り扱うのとは対照的な性格のものだった。こうした貿易によってハンザ同盟は14世紀には全盛期を迎えた。

### 近世
ハンザ同盟は15世紀には衰退し始め、それに変わってネーデルラントが北海の覇権を握るようになった。1492年のクリストファー・コロンブスによるアメリカ大陸の発見、ならびに1498年のヴァスコ・ダ・ガマによるインド航路の開発によって、大西洋を通じて遠方の諸世界との航路がつながるようになり、そうした諸世界からの富がスペインやポルトガルを通じてネーデルラントへと流れ込むようになったため、それまでの地中海・バルト海貿易の地位は徐々に低下していき、代わりに大西洋貿易と、それと直結した北海の経済的地位は上昇し続けることとなった。また、このころにはブリュージュがシルトの堆積によって港湾機能を失い、ヨーロッパ北部の大交易拠点はアントウェルペンへと移った。しかし、これらネーデルラント諸都市は、特に貿易の盛んな北部諸都市ではキリスト教のうちカルヴァン派を信仰するものが多く、統治者であるカトリックのハプスブルク家とは対立しがちであった。
1568年、フェリペ2世による異端審問や旧来の諸権利の侵害に耐えかねたネーデルラント諸州が有力貴族オラニエ公ウィレム1世のもとで反乱を起こし、八十年戦争が勃発した。戦闘は序盤はスペイン側が圧倒的に優勢であったが、ネーデルラント側は海上で優勢を保っており、ゼーゴイセンと呼ばれる海上ゲリラ部隊が北海からスペイン支配下の諸都市に攻撃を繰り返し、1572年からいくつかの都市を占領するなど、徐々に戦局はネーデルラント側に傾いていった。1579年には北部のプロテスタント7州がユトレヒト同盟を結成し、これを基にして北部諸州は独立国の様相を強め、やがてネーデルラント連邦共和国（オランダ）が成立する。これにより、北海の覇権はそのままオランダへと移行した。
1585年、アントウェルペンがオランダ独立戦争のさなかスペイン軍に占領されると、北欧経済の中心はオランダのアムステルダムへと移った。1560年頃より、それまでデンマークのエーレスンド海峡方面に生息していたニシンの群れがドッガーバンクをはじめとする北海洋上に群生するようになった。しかし沿岸に近いところに押し寄せていたバルト海時代と違い、ニシンは北海洋上に群生するようになったため、防腐処理の問題が生じた。この問題は、オランダがバス船と呼ばれる大型漁船を投入することで解決した。バス船にはデッキがあるため、船上で塩漬け処理する工程が可能だったのである。この技術優位によって、オランダの漁船群は北海各地、特にイギリス沿岸に近い海域でニシンを大量にとるようになり、オランダの経済繁栄の一因となった。この洋上でのニシン漁業は「大漁業」と呼ばれ、オランダ経済の根幹の一つとなっていた。また、アムステルダムを中心とするオランダ諸港からはヨーロッパのみならず世界各地へと商船が出航していった。
しかし、17世紀前半以降、特にイングランド王国において、この北海におけるオランダ覇権に対する反発が強まってきた。1651年、オリヴァー・クロムウェル支配下のイングランド国会で航海条例が制定され、イングランド及びその植民地から外国船は締め出された。これに反発したオランダとの間に、1652年、第一次英蘭戦争が勃発する。この戦争では海戦が主体となったが、オランダ側は常設艦隊を持たず、大型艦も少なかったため、イギリス側が終始優勢に戦闘を進め、1654年のウェストミンスター条約においてイギリス側が勝利を確定した。この後も1665年から1667年にかけて第二次英蘭戦争、1672年から1674年にかけて第三次英蘭戦争が勃発した。この時期はまだオランダの経済力が他を圧していたものの、やがてオランダ経済は衰退の道をたどるようになり、18世紀には北海の制海権はイギリスへと移り、北海経済の中心もアムステルダムからロンドンへと移った。

### 近現代
18世紀以降のイギリスは覇権国家となり、北海の制海権は20世紀中盤までイギリスが握り続けた。1805年、フランスの皇帝ナポレオン・ボナパルトがイギリス本土上陸を目指したものの、スペインの大西洋で行われたトラファルガーの海戦によってこの試みは粉砕され、ナポレオン戦争中を通じてイギリスが制海権を手放すことはなかった。1806年にはフランスが大陸封鎖令を出したものの、制海権を握るイギリスはこれをしのぎきり、逆にこの封鎖令による反発からナポレオンの覇権は崩壊していった。
19世紀末、ドイツ帝国が成立し、急速に国力を増大させるにしたがって、ドイツがイギリスの海上覇権に挑戦し始めた。ドイツ帝国海軍とイギリス海軍は建艦競争を繰り広げ、軍事的緊張が高まりつつあった。一方、1904年に日露戦争が勃発すると、ロシア海軍はバルト海のリバウ軍港からバルチック艦隊を旅順へと回航させようとしたが、ドッガー・バンクにおいてバルチック艦隊はイギリスの漁船を日本の水雷艇と誤認して砲撃、漁民に死傷者を出した。このドッガーバンク事件により、イギリスのロシアへの態度は一時的に非常に硬化し、日本海海戦にも影響を与えた。
1914年、第一次世界大戦が勃発すると、北海も戦場となった。ヴィルヘルムスハーフェンを基地とするドイツ海軍の大洋艦隊と、イギリス海軍のグランドフリートが対峙した。両艦隊間にはヘルゴラント・バイト海戦（1914年）、ドッガー・バンク海戦（1915年）およびユトランド沖海戦（1916年）といった海戦が戦われたが、ドイツ軍は結局イギリス軍の海上優勢を覆すことができないまま終戦を迎えた。
第二次世界大戦における北海を経由した軍艦の活動については、大西洋の戦い (第二次世界大戦)、ヴェーザー演習作戦を参照。

## 経済

### 政治状況

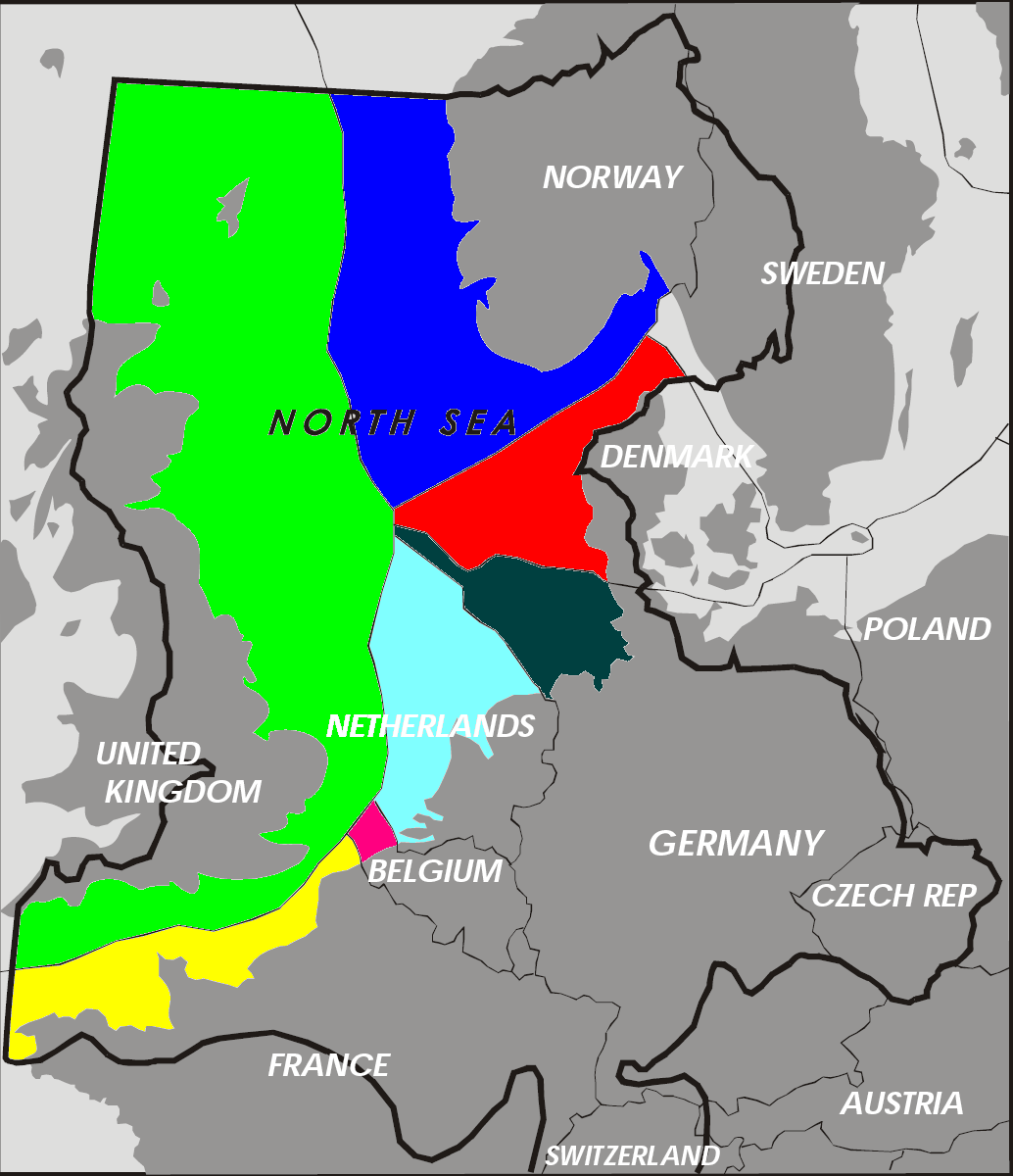
北海沿岸各国の経済水域

北海を取り巻く国々は12海里（22km）領海で排他的漁業権を主張している。EUの漁業政策で漁業権を調整し、EU諸国とノルウェー間の紛争を処理する。北海で炭化水素が発見されたため、大陸棚会議で各国の権利を中間線方式で区分した。中間線とは二国間の陸上国境の延長とみなされる境界線のことである。ただし、ドイツ、オランダ、デンマークの海底領土の係争は北海大陸棚事件と呼ばれ、長い交渉と国際司法裁判所の裁定を経て決定された。

### 海上交通

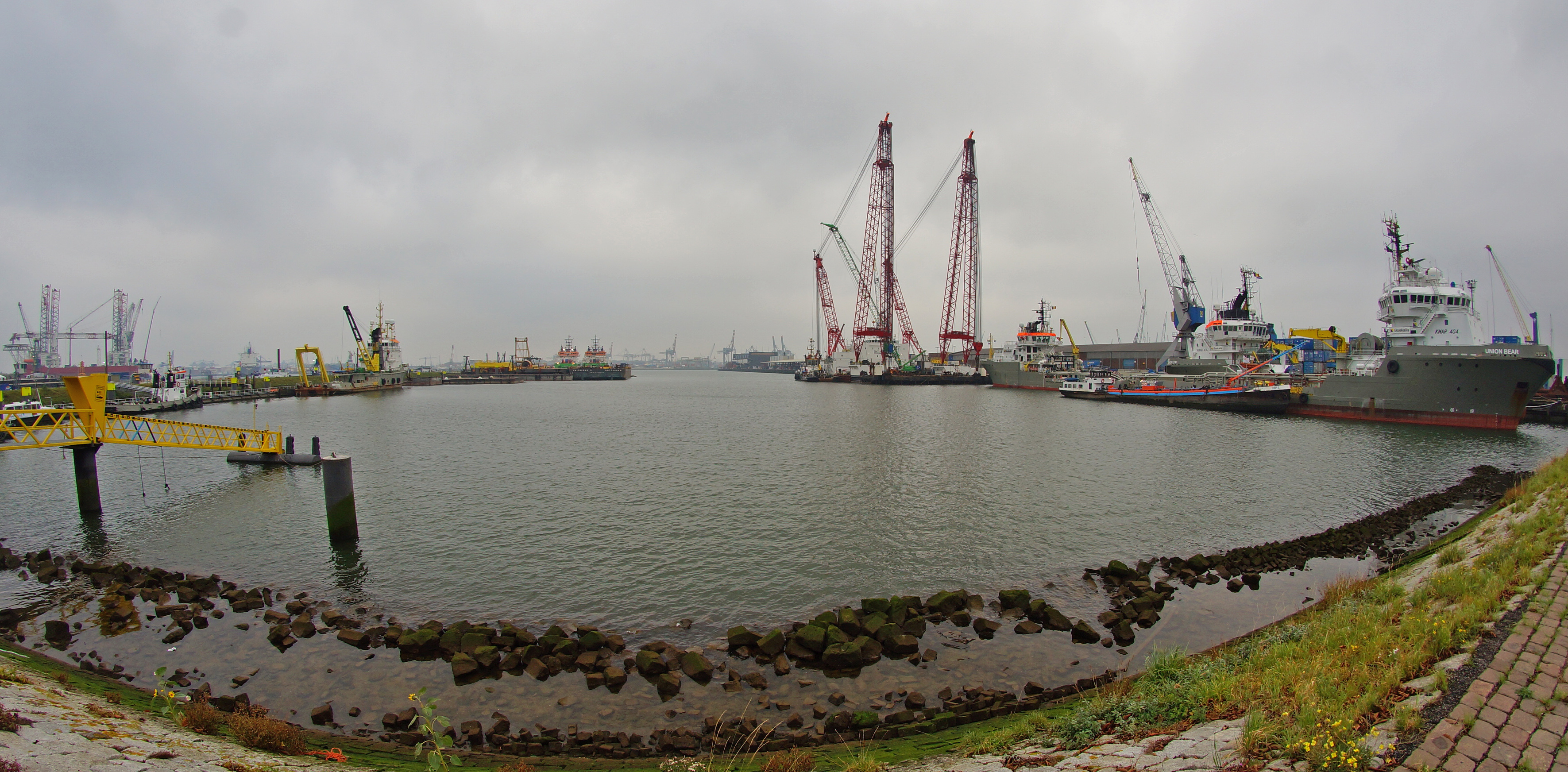
ロッテルダム港

北海は、海上輸送において非常に重要な海域であり、北海航路は世界で最も利用されている航路のひとつである。ヨーロッパで最も貨物取扱量が大きく、世界でも第4位（2012年）に位置するロッテルダム港をはじめ、同世界18位のアントワープ、同世界29位のハンブルク、コンテナ取扱量世界18位のブレーメンおよびブレーマーハーフェン、同33位のフェリックストー（イギリス）、さらにヨーロッパを代表するRO-RO船の港であるブリュージュおよびゼーブルッヘなど、多くの重要港が存在する。商船の他に漁船、石油基地の船、スポーツ用の船舶、遊覧船などでこの海域は混みあい、またバルト海からやってくる船のほとんどは北海を通航する必要があるため、この混雑はさらに激しくなる。ドーバー海峡では、1日に400隻以上の商船が行き来する。北海沿岸には運河が発達しており、なかでも北海とバルト海を結ぶキール運河は最も重要なものであり、2009年にはスポーツボートやほかの小型船舶を含めずに、一日当たり89隻の通行を記録した。これは、世界で最も使用される人工水路である。キール運河を使用すれば、ユトランド半島を迂回するのに比べ460kmの航路短縮となる。

### 石油・ガス

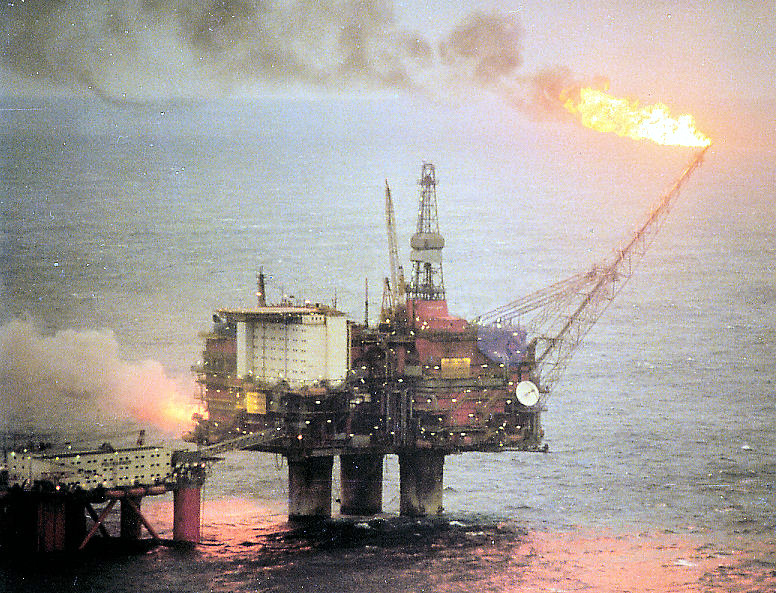
スタートフィヨルド油田

北海には、イギリス領内のフォーティーズ油田、ブレント油田 、パイパー油田、ノルウェー領内の エコーフィスク油田、スタートフィヨルド油田、トロールガス田、ヨハン・スヴェルドルップ油田、などの油田・ガス田が存在し、総称して北海油田と呼ばれている。1960年にイギリスが北海で最初に油田を開発。その後、ノルウェー領海内で硫黄分の少なく価値の高いエコーフィスク油田を1969年に発見し、1971年に生産が開始された。積み出しは当初は石油タンカーで行われたが、1975年にイギリスのティーズサイドへのパイプラインが完成し、さらに1977年にはドイツのエムデンへのパイプラインも完成した。北海油田の開発は1973年の第一次石油危機の直前であり、石油危機によって油価が高騰したために多額の投資に見合う利益が見込めるようになったため、一気に開発熱が高まった。生産コストは高いものの、良好な原油性状、安定した政治環境、西ヨーロッパという重要な市場に近いことで、北海は世界でも重要な産出地域の一つとなった。西欧で最大の埋蔵量を誇り、非OPECの重要な生産地域である。ブレント原油は世界の原油価格の重要な指標である。2000年代に入り、特にイギリス領の油田において油田の成熟化が進み、徐々に生産量が減少しつつある。2005年にはイギリスで原油消費量が生産量を上回り、これ以降イギリスは石油の純輸入国となっている。北海で最大の人身事故は1988年のパイパー・アルファ基地火災で、167名が死亡した。また、大量の原油漏出が1977年にエコーフィスク油田で起きた。

### 鉱物資源
原油や天然ガス以外にも、北海では年間数百万立方メートルの砂や礫が海底から採取されている。これらの土砂は土地造成や建設、養浜に使用される。イングランドの東海岸では、丸くなった琥珀のかけらが打ち上げられることがある。

### 風力発電
偏西風を利用した風力発電が1990年代からドイツとデンマークで発達している。北海のデンマーク洋上において、2002年に世界初の大規模洋上風力発電所であるHorns Rev 1が建設され、これ以降次々と北海洋上に風力発電所が建設された。2010年9月には、世界最大規模の洋上風力発電所であるイギリスのThanet風力発電所とデンマークのHorns Rev 2が相次いで稼働し始めた。

### 漁業

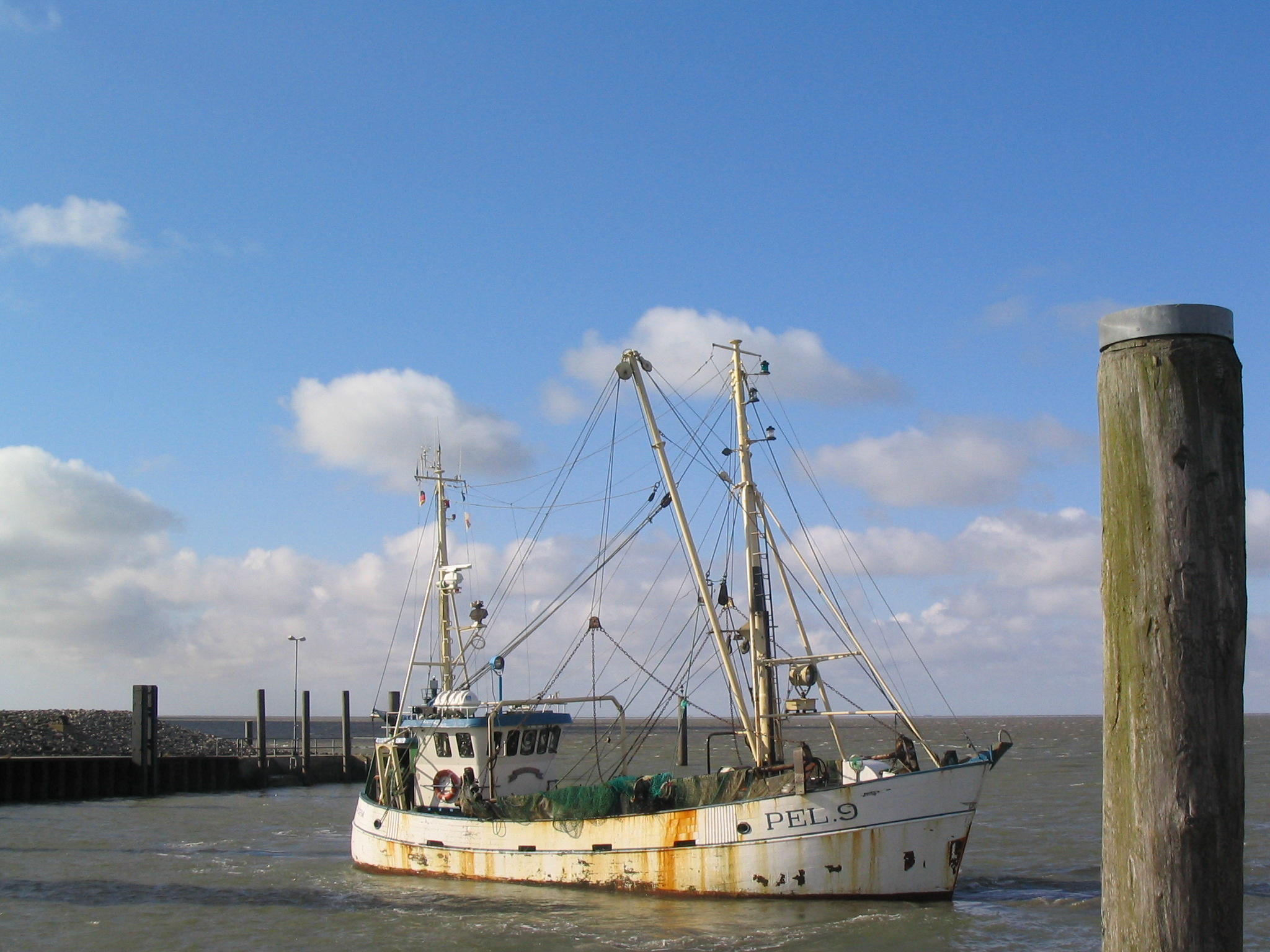
ドイツ、Nordstrandのトロール船

北海海域は古くから世界有数の好漁場として知られており、世界の商業的漁業の5%を占めている。漁業は沿岸の南部に集中している。トロール船での漁業が中心である。1995年には、北海の総漁獲高は350万トンだった。
しかし、乱獲がたたり、2000年前後にはフィッシュ・アンド・チップスの原料となるタラの漁獲が極端に減少。持続可能な漁業への転換が模索されている。

### 観光

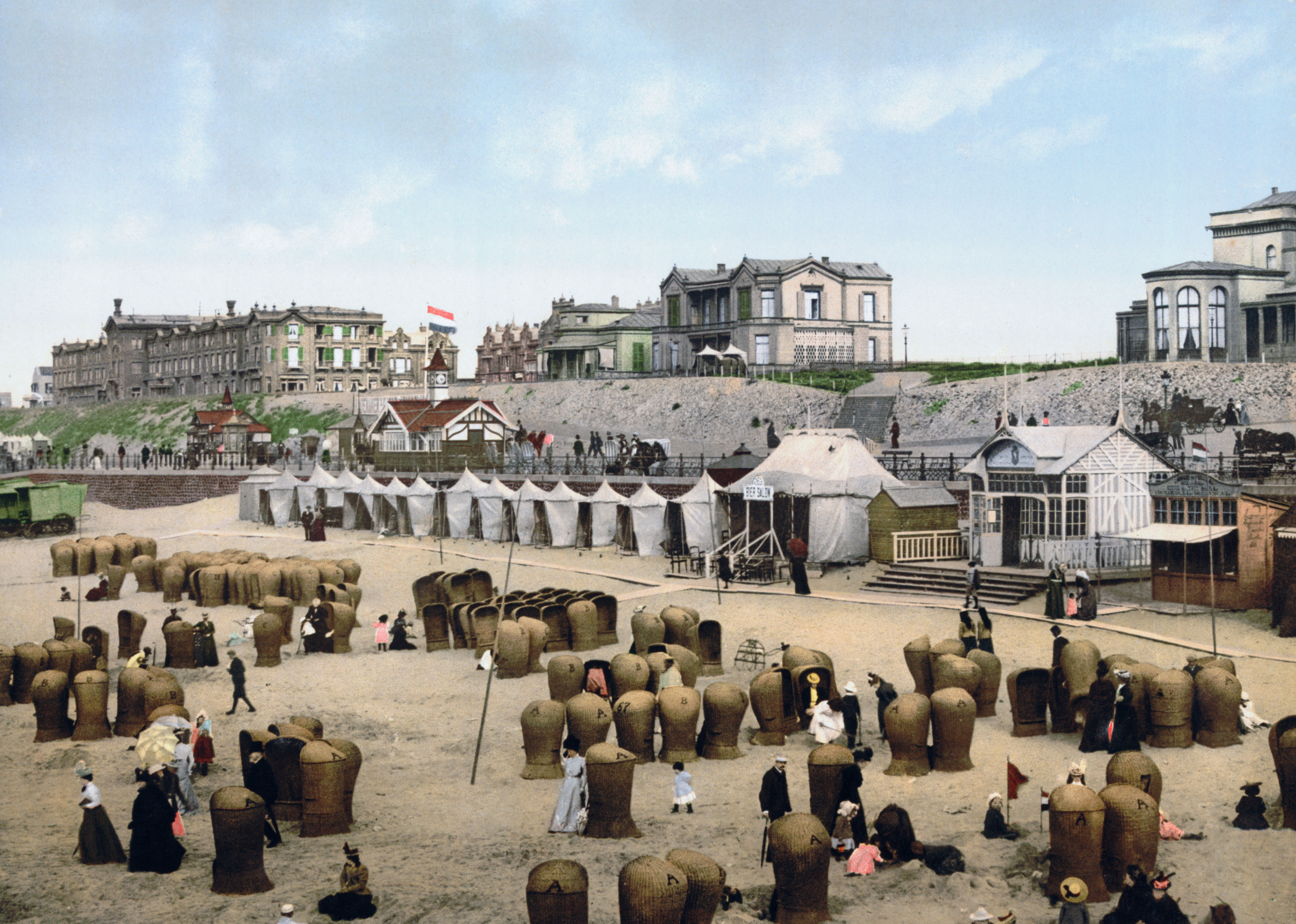
1900年、オランダ・スケベニンゲンのビーチ

18世紀末頃より、療養や余暇、海水浴を楽しむため、イギリスにて北海沿岸の開発が始められた。この動きは19世紀初頭には急速に拡大し、北海沿岸諸国の海岸には保養地が立ち並ぶようになり、多くの観光客が訪れるようになった。現代でも北海沿岸の水域や浜辺は人気の観光地であり、デンマーク、ドイツ、オランダ、ベルギーの海岸は観光地としてよく開発されている。